# Pieter Feller
Pieter Feller (Hoorn, 25 september 1952) is een Nederlandse schrijver van voornamelijk kinderboeken.

## Biografie
Feller werd geboren in Hoorn als jongste in een gezin van vier kinderen. Zijn vader had een winkel met huishoudelijke artikelen en moeder had een kapperszaak. Toen hij elf was, wist hij al dat hij schrijver wilde worden. Na zijn middelbare school (HBS-b) had hij verschillende baantjes. Zo werkte hij in een verf- en een zuurkoolfabriek. Hij werkte enige tijd in de dierenwinkel van een van zijn zusters en had ook zelf een dierenwinkel. Hierna werd hij huisman en schrijver.

### Privé
Feller is getrouwd en heeft twee zoons.

## Loopbaan
Pieter Feller debuteerde in 1993 met Daan de klikspaan bij uitgeverij Zwijsen. In 1994 stapte hij over naar Van Holkema & Warendorf en in 1995 kwam bij die uitgeverij De tweede kraam uit. In 1999 verscheen Klaskes kaai, het enige boek dat hij in het Fries schreef. Bekend werd hij in 2005 met zijn eerste boek over het meisje met de toversokken, Kolletje, dat de pluim van de maand won. In 2009 won hij samen met Natascha Stenvert de Kinderboekwinkelprijs voor de bundel Kolletje: Het grote verhalenboek. Feller is maatschappelijk betrokken en schreef met Najiba Abdellaoui een boek over een Marokkaanse jongen en zijn Nederlandse buurmeisje, Nasim en Natalie (2008). In 2013 verscheen Een cavia en twee moeders over Sep met zijn lesbische ouders. Dit boek werd ook in het Tsjechisch vertaald. Voor volwassenen schreef hij, in opdracht van uitgeverij Carrera, drie misdaadboeken. In november 2018 won Krabbel & Nies en de Grote Kattengriezel de Sardes Leespluim. Van 2015 tot 2020 werkte hij samen met Tiny Fisscher. Ze schreven samen o.a. twee boeken over meisjesvoetbal en maakten van 2018 tot 2020 de trilogie over Clara, een Amsterdams meisje, die speelt in 1911 en 1912. De drie delen zijn: Clara, Clara het krantenmeisje en Clara zet door. Clara stond op de longlist van de Thea Beckmanprijs. Ook Clara zet door kwam op de longlist van de Thea Beckmanprijs. Van 2003 - 2007 was Feller columnist van De Leeuwarder Courant. Hij is de initiatiefnemer en beheerder van de recensiewebsite Boekenbijlage.

## Prijzen
- 2005: Leespluim voor Kolletje
- 2009: Kinderboekwinkelprijs voor Kolletje: Het grote verhalenboek
- 2018: Sardes Leespluim voor Krabbel & Nies en de grote Kattengriezel